# Arlene Foster
Pour les articles homonymes, voir Foster.
Arlene Isabel Foster, née Arlene Isabel Kelly le 17 juillet 1970 à Enniskillen (Irlande du Nord), est une femme d'État britannique nord-irlandaise, plusieurs fois Première ministre d'Irlande du Nord entre 2010 et 2021.
Membre du Parti unioniste démocrate (DUP), elle est ministre de l'Environnement d'Irlande du Nord de 2007 à 2008, ministre des Entreprises, du Commerce et des Investissements de 2008 à 2015 et ministre des Finances et de la Fonction publique de 2015 à 2016. Elle assure par deux fois l'intérim du Premier ministre unioniste Peter Robinson en 2010 et 2015. Le 11 janvier 2016, elle devient Première ministre d'Irlande du Nord de plein exercice et est réélue après les élections du 6 mai 2016. Elle est la première femme à exercer cette fonction. Le 9 janvier 2017, elle est néanmoins poussée à la démission avec la défection du vice-Premier ministre Martin McGuinness. Après les élections législatives anticipées de 2017, elle échoue à former un gouvernement de coalition avec le Sinn Féin, ouvrant la voie à une crise politique inédite en Irlande du Nord. Elle retrouve son poste le 11 janvier 2020. Elle annonce sa démission en avril 2021 sur fond de crise interne au DUP liée à sa gestion du Brexit et des conséquences de l'accord commercial avec l'UE. Elle démissionne son poste de chef du DUP le 28 mai 2021, et de son poste de Première ministre le 14 juin suivant. Elle est membre de la Chambre des lords depuis le 9 novembre 2022.

## Jeunesse et vie privée
Elle grandit dans le comté de Fermanagh, près de la frontière avec la république d'Irlande. Son père est fermier et policier dans le service de police royale de l'Ulster. Pour cette raison, durant le conflit nord-irlandais, il est victime devant elle d'une tentative d'assassinat de la part de l'IRA lorsque Arlene est âgée de 8 ans ; il survit à une balle dans la tête. Lorsque Arlene a seize ans, l'IRA orchestre un attentat à la bombe contre le bus scolaire à bord duquel elle se trouve ; la jeune fille assise à côté d'elle est grièvement blessée. Ces épisodes sont à l'origine de son engagement politique futur.
Arlene Foster est mariée à Brian Foster. Elle est mère de trois enfants.

## Études et carrière professionnelle
Elle est avocate de formation.

## Carrière politique

### Débuts
Admiratrice de la monarchie britannique, elle fonde sa carrière « sur la défense des intérêts unionistes et nord-irlandais au sein du royaume » note Le Figaro.
Elle est d'abord membre de l'organisation de jeunesse du Parti unioniste d'Ulster (UUP), qu'elle quitte lorsque ce dernier accepte de partager le pouvoir avec le Sinn Féin (ancienne branche politique de l'IRA) dans le cadre de l'accord du Vendredi saint. Elle rejoint alors le Parti unioniste démocrate.
Elle entre à l'Assemblée d'Irlande du Nord lors des élections législatives du 26 novembre 2003 pour la circonscription de Fermanagh and South Tyrone et est constamment réélue depuis.

### Ministre dans l'Exécutif nord-irlandais
Elle occupe successivement les fonctions de ministre de l'Environnement du 8 mai 2007 au 9 juin 2008, de ministre des Entreprises, du Commerce et des Investissements du 9 juin 2008 au 11 mai 2015 puis de ministre des Finances et de la Fonction publique du 11 mai 2015 au 12 janvier 2016, dans les 2e et 3e gouvernements nord-irlandais, dirigés successivement par Ian Paisley et Peter Robinson.
Du 11 janvier au 3 février 2010, Arlene Foster assure l'intérim de Peter Robinson au poste de Premier ministre d'Irlande du Nord,,. Ce dernier doit renoncer à ses fonctions en raison d'un scandale provoqué par son épouse, Iris Robinson.
Du 10 septembre au 20 octobre 2015, elle assure de nouveau l'intérim à la suite de la démission de Peter Robinson,,.
Le 17 décembre 2015, Arlene Foster est élue à la tête du Parti unioniste démocrate,,,.

### Première ministre d'Irlande du Nord
Le 11 janvier 2016, elle devient officiellement Première ministre d'Irlande du Nord aux côtés de Martin McGuinness, membre du Sinn Féin, comme vice-Premier ministre. Elle est la première femme et la plus jeune personnalité politique à exercer cette fonction.
Après les élections du 6 mai 2016, un nouvel Exécutif est formé avec la participation du DUP et du Sinn Féin : Arlene Foster est réélue à sa tête avec Martin McGuinness.
Elle se trouve impliquée dans un scandale lié à un programme d’incitation fiscale à la promotion des énergies renouvelables qu'elle a impulsé. Celui-ci aurait profité à des membres de son parti, ainsi qu’à leur entourage, tout en laissant à l'Irlande du Nord une facture de 500 millions de livres sterling.
Afin de renforcer sa popularité auprès des unionistes, elle décide d'adopter une attitude agressive à l’égard des nationalistes, ce qui contribue à fragiliser le processus de paix.
Le 9 janvier 2017, elle est poussée à la démission avec la défection du vice-Premier ministre Martin McGuinness.
Après les élections législatives anticipées de 2017, elle échoue à former un gouvernement de coalition avec le Sinn Féin, ouvrant la voie à une crise politique inédite en Irlande du Nord. Les institutions nord-irlandaises demeurent suspendues et les pouvoirs de l'exécutif sont exercés par le secrétaire d'État pour l'Irlande du Nord. En juillet 2019, une loi du Parlement britannique permet notamment de proroger le délai pour la formation d'un nouveau gouvernement jusqu'en janvier 2020.
Le 11 janvier 2020, l'Assemblée d'Irlande du Nord reprend ainsi ses activités et Arlene Foster est de nouveau désignée Première ministre, en binôme avec Michelle O'Neill (Sinn Féin) comme vice-Première ministre.
Début avril 2021, quelques mois après l'officialisation du retrait du Royaume-Uni de l'Union européenne, des émeutes éclatent dans des zones loyalistes à majorité protestante, où les conséquences du « Brexit » concernant la frontière irlandaise ont nourri un sentiment de trahison. En effet, le « protocole nord-irlandais » prévu par l'accord commercial avec l'UE négocié par le Royaume-Uni et l'Union européenne a rétabli des contrôles douaniers au niveau des ports en mer d'Irlande et non dans les terres, entre le marché britannique et le marché intérieur européen dont l'Irlande du Nord reste membre pour éviter le retour d'une frontière terrestre en Irlande. Cette nouvelle frontière douanière mécontente les loyalistes qui se sentent « éloignés » voire « isolés » du reste du Royaume-Uni. Le 28 avril, Arlene Foster, annonce sa démission, victime d'une fronde dans son parti liée à sa gestion du Brexit et de ses conséquences sur la nation constitutive britannique. Partisane de la sortie du Royaume-Uni de l'Union européenne, elle est accusée d'avoir trahi son camp. La professeure de science politique Deirdre Heenan considère que le Premier ministre britannique Boris Johnson l'a « humiliée » sur ce point, reprochant par ailleurs à Arlene Foster sa « myopie politique ». Le Figaro estime qu'elle « a payé son approche pragmatique ».
Elle était en outre critiquée par les durs du DUP pour s'être abstenue lors du vote d’une motion appelant à interdire les thérapies de conversion pour homosexuels. Arlene Foster n'en demeure pas moins conservatrice sur les sujets de société, étant opposée à l'avortement et au mariage homosexuel, que l'Irlande du Nord venait d'autoriser. Elle a cependant été dépassée par la base du parti, où les fondamentalistes évangélistes sont influents.
Edwin Poots lui succède à la tête du DUP à partir du 28 mai 2021,. Arlene Foster démissionne formellement du gouvernement le 14 juin 2021, et Paul Givan, désigné pour lui succéder comme Premier ministre d'Irlande du Nord le 8 juin précédent, lui succède officiellement le 17 juin suivant,.
Elle siège à la Chambre des lords depuis le 9 novembre 2022.